# To Bring You My Love
To Bring You My Love is een album van de Britse singer-songwriter PJ Harvey.

## Geschiedenis
Het album werd verkozen tot beste album van het jaar in de Village Voice's Pass & Jop critics poll, maar ook door andere tijdschriften, zoals Rolling Stone, The New York Times, People, USA Today, Hot Press en de Los Angeles Times. Het stond in de top 10-lijsten van tijdschriften zoals Spin, NME, Melody Maker en Mojo.
Het album leverde Harvey twee Grammy Award-nominaties op voor Beste Alternatieve Muziekoptreden en Beste Vrouwelijke Rock voor de single Down By The Water. De plaat was ook genomineerd voor de Mercury Music Prize. Later zette het tijdschrift Spin het album op de derde plaats in de lijst van beste albums uit de jaren negentig en zette Rolling Stone het album op de 435e plaats in de lijst van de 500 beste albums aller tijden.
To Bring You My Love ging gepaard met een wereldtournee van tien maanden en kreeg ook veel promotie van PJ Harvey's platenfirma Island. Tijdens de wereldtournee gaf PJ een nu 'legendarisch' concert tijdens het UK's Glastonbury festival, terwijl ze niets anders aanhad dan een choquerend, roos katkostuum en een zwarte wonderbra.

## Tracklist
Alle liedjes zijn geschreven door PJ Harvey.
1. To Bring You My Love – 5:32
2. Meet Ze Monsta – 3:29
3. Working for the Man – 4:45
4. C'mon Billy – 2:47
5. Teclo – 4:57
6. Long Snake Moan – 5:17
7. Down by the Water – 3:14
8. I Think I'm a Mother – 4:00
9. Send His Love to Me – 4:20
10. The Dancer – 4:06

## Singles en promovideo's
1. Down by the Water
2. C'mon Billy
3. Send His Love to Me

## Medewerkers
- PJ Harvey: zang, gitaar, piano, hammondorgel, klokken, strijkers, chimes, marimba, vibrafoon, percussie, producer
- John Parish: gitaar, orgel, percussie, drum, producer
- Flood: producer, engineer, mixing
- Mick Harvey: bas, hammondorgel
- Joe Gore: gitaar, e-bow
- Jean-Marc Butty: drum, percussie
- Joe Dilworth: drum
- Pete Thomas: strijkarrangementen
- Sonia Slany: viool
- Jules Singleton: viola
- Jocelyn Pook: viola
- Sian Bell: cello
- Valerie Philips: fotografie
- Kate Garner: fotografie
- Cally: artwork

## Hitlijsten

### Album
| Jaar | Lijst             | Positie |
| ---- | ----------------- | ------- |
| 1995 | UK Album Chart    | 12      |
| 1995 | The Billboard 200 | 40      |

### Singles
| Jaar           | Single              | Lijst              | Positie |
| -------------- | ------------------- | ------------------ | ------- |
| 1995           | Down By The Water   | Modern Rock Tracks | 2       |
| 1995 (Maart)   | Down By The Water   | UK Singles Chart   | 38      |
| 1995 (Juli)    | C'mon Billy         | UK SIngles Chart   | 29      |
| 1995 (Oktober) | Send His Love To Me | UK Singles Chart   | 34      |